# Boncza Miklós
Deésfalvi Boncza Miklós (teljes anyakönyvezett nevén Bontza Miklós Győző Küküllődombó, 1847. október 16. – Pestszentlőrinc, 1917. január 5.) erdélyi földbirtokos, ügyvéd, országgyűlési képviselő. Boncza Berta édesapja, Ady Endre apósa.

## Élete
1847-ben született deésfalvi Boncza Elek uradalmi tiszttartó és szőkefalvi Nagy Jozefa harmadszülött gyermekeként. Korán teljes árvaságra jutott, szülei az 1848-as román parasztfelkelésnek estek áldozatul. Fiatalabbik nővérével, a négyéves Bertával együtt egyik anyai nagybátyjához került Bágyonba, ott töltötte gyermekkorát. Mint szolgadiák Nagyenyeden tanult, majd Pestre ment, ahol jogot hallgatott. Az ügyvédi vizsga letétele után Pesten ügyvédi irodát nyitott. Szerkesztő tulajdonosa volt a Magyar Közigazgatás című lapnak, amely állami megrendelésre rendelettárakat adott ki.
Boncza 1887-től 1905-ig mint a Szabadelvű Párt képviselője, aktívan részt vett a politikai életben, Marosvásárhely és a topolani járás országgyűlési képviselőjévé több alkalommal is megválasztották. Tisza pártjának radikális csoportjához tartozott. Anyagilag támogatta özvegyen maradt nővérét, Török Károlyné Boncza Bertát, aki férje öngyilkossága után egyedül nevelte két gyermekét, Török Bertát és Károlyt. Közülük Bertát később Boncza taníttatta Pesten Zirzen Janka három évfolyamos tanítóképzőjében, s ekkor szeretett bele unokahúgába. Házasságukat Boncza nővére is hevesen ellenezte, nemcsak a korkülönbség, hanem a vérfertőzés miatt is. A törvény ugyanis tiltotta a másodfokú rokonok házasságát, az országgyűlési képviselő Boncza azonban képes volt a királyi engedély megszerzésére. Így 1893. július 4-én a pesti Kálvin téri református templomban a negyvennyolc éves Boncza Miklós feleségül vette húszéves, tanári diplomáját éppen megszerző unokahúgát. Tanúként Wekerle Sándor miniszterelnök és Heltai Ferenc, Budapest főpolgármestere vettek részt az esküvőn. Még ugyanebben az évben Boncza – ifjú felesége kívánságára – Csucsán kastélyt építtetett. Török Berta hamarosan teherbe esett, és 1894. június 7-én a várva várt fiúutód helyett leánygyermeknek adott életet, aki édesanyja és anyai nagyanyja után a Berta nevet kapta. Török Berta a szülés után 10 nappal gyermekágyi lázban meghalt, és Boncza Miklós a gyermeket lelencbe akarta adni, de ezt Török Károlyné Boncza Berta, Boncza Miklós nővére – nagymama és nagynéni egy személyben – nem engedte, és magára vállalta a nevelését.
Boncza Miklós Török Berta halála után többé már nem nősült meg, ellenben titkárnőjével, Erlesbeck Kamillával együtt élt az asszony pestszentlőrinci házában (Kossuth Lajos utca 152.). Élete legnagyobb tragédiája leánya, Boncza Berta és Ady Endre házassága volt, melyet 1915. március 27-én Boncza heves ellenzése mellett megtartottak. Két évvel később, 1917 januárjában halt meg Pestszentlőrincen, ott is temették el, az egykori Öreg temetőben. Temetésén jelen volt a korabeli magyar közélet valamennyi vezető politikusa és országgyűlési képviselője. Temetésén az akkori budapesti lelkész, Józan Miklós beleegyezésével a szertartást Haypál Benő budapesti református esperes lelkész, jó barátja végezte.